# Teutoburger Energie Netzwerk

Die Teutoburger Energie Netzwerk eG ist eine Energiegenossenschaft mit Sitz in Hagen am Teutoburger Wald südlich von Osnabrück in Niedersachsen.

## Organisationsstruktur
Die Organe der Genossenschaft sind der Vorstand, der Aufsichtsrat und die Generalversammlung. Ihre Rechtsgrundlagen sind das Genossenschaftsgesetz und die von der Generalversammlung erlassene Satzung. Die Generalversammlung besteht aus den Genossenschaftsmitgliedern, die jeweils eine Stimme haben. Sie wählt den Aufsichtsrat, der wiederum den Vorstand ernennt.

## Geschichte
Bürger der Teutoburger Region, Landwirte, Handwerker und Kaufleute gründeten zwischen 1920 und 1922 Elektrizitätsgenossenschaften in Bad Laer, Glandorf, Hagen a.T.W. und Hilter a.T.W.
Eine Selbsthilfe, um die Mitglieder und die Bevölkerung sicher mit Strom zu versorgen, da die  damalige Niedersächsische Kraftwerke AG nicht bereit war, die ländlich strukturierten Gebiete mit Energie zu beliefern. Über mehr als 80 Jahre konnte ein leistungsfähiges Stromversorgungsnetz aufgebaut, unterhalten und ausgebaut werden.
Am 1. Januar 2000 fusionierten die Elektrizitätsgenossenschaften der Gemeinden zu einem gemeinsamen Unternehmen: Der Teutoburger Energie Netzwerk eG – TEN. Das Ziel: Die Wettbewerbsposition der einzelnen Elektrizitätsgenossenschaften auf dem liberalisierten Energiemarkt zu stärken, die genossenschaftlichen Strukturen zu erhalten und angemessene Rückvergütungen für die Mitglieder zu sichern.

## Mitgliedschaft
Jede natürliche und juristische Person des privaten und öffentlichen Rechts sowie Personengesellschaften können Mitglied werden, sofern diese Kunden sind.

## Ausrichtung
- Netzbetrieb in den Sparten: Strom, Erdgas, Wasser, Abwasser und Wärme
- Vertrieb Produktpalette: Strom, Erdgas, Wasser, Wärme
- Erzeugung: Kraftwerke (KWK), Erneuerbare Energien
- Dienstleistungen: Beratung, Energieausweise, Straßenbeleuchtung, rationelle Energienutzung, kommunale Dienstleistungen

### Tochterunternehmen
Teuto Sonne GmbH & Co. KG
Die Teuto Sonne GmbH & Co. KG baut und betreibt Photovoltaikanlagen im Teutoburger Land.
TWG – Teuto-Wind Glandorf GmbH & Co KG
Seit Januar 2004 betreibt die Teuto-Wind Glandorf GmbH & Co. KG (TWG) einen Windpark in Glandorf mit drei Windenergieanlagen und einer Turbinenleistung von jeweils 1.500 kW.

### Gesellschaftliches Engagement
Die Teutoburger Energie Netzwerk eG engagiert sich stark für die Region südlich von Osnabrück in den Bereichen Jugendsport, Bildung und Soziales. Im Bereich der Bildung nimmt der von der Teutoburger Energie Netzwerk eG erteilte Energieunterricht in den Grundschulen einen hohen Stellenwert ein.